# Киричук, Александр Сергеевич
Александр Сергеевич Киричук (р. 22.11.1931, Барнаул) — инженер, специалист в области пассивных радиолокационных систем, лауреат Государственной премии СССР (1977).

## Биография
Окончил Ленинградский институт точной механики и оптики (1955).
Работал в Центральном КБ автоматики, Омск: инженер, ведущий инженер, начальник отдела, зам. главного инженера, главный инженер (1966—1972), с 1972 зам. гендиректора по научной работе. В 1983—1993 — зам. гендиректора ПО «Автоматика» по научной работе — начальник Центрального КБ автоматики. В 1993—2006 ведущий инженер ЦКБА.
Руководил разработками первых советских головок самонаведения противорадиолокационных ракет, большинство из которых закончились серийным производством. Семь разработок удостоены Государственных премий СССР.
Лауреат Государственной премии СССР (1977). Награждён орденами Трудового Красного Знамени (1971, 1977), Дружбы народов (1982), медалями. Изобретатель СССР. Почётный радист СССР (1969), почётный авиастроитель (2008).